# Parnavaz I d'Ibèria
Parnavaz I rei d'Ibèria (ფარნავაზი) va néixer suposadament cap al 325 aC i va morir el 234 aC. El seu nom és també transcrit com Farnabaz o Farnabazes. Les cròniques georgianes l'acrediten com el primer monarca fundador del regne d'Ibèria i de la dinastia Farnabàzida, mentre que altres cròniques independents, el converteixen en el segon rei de Kartli. Amb base a l'evidència medieval, la majoria dels estudiosos situen el govern de Parnavaz al segle tercer abans de Crist: 302-237 aC segons el príncep Vakhushti de Kartli, 299-234 aC segons Cyril Toumanoff i 284-219 aC segons Pavle Ingorokva. L'adveniment de Parnavaz estaria lligat directament a la victòria d'Alexandre el Gran sobre l'Imperi Aquemènida.

## Vida
Segons els annals reials georgians, Parnavaz era descendent d'Uplos, fill de Mtskhetos, fill de Kartlos, que va ser un dels poderosos i famosos vuit germans que, per la seva part, eren descendents de Targamos, fill de Tarsos, el net de Jafet, fill del Noè bíblic. No està testimoniat directament en fonts no georgianes i no hi ha cap indicació contemporània definida que fos de fet el primer dels reis georgians. La seva història està saturada de llegenda i d'imatges, i sembla factible que, com el record dels fets històrics es va esvair, el veritable Parnavaz "va acumular una façana llegendària" i va sorgir com el monarca model precristià en els annals georgians.
Segons la crònica del 800 sobre la vida dels reis, Pharnavaz tenia una genealogia distingida, que es remuntava a Kartlos, l'etnarca mític de Kartli. El seu oncle patern, Samara, va ocupar el càrrec de mamasakhlisi ("Pare de la Casa") de les tribus georgianes al voltant de Mtskheta. La mare de Parnavaz s'afirma que havia estat una dona persa d'Esfahan, a qui el príncep Teimuraz de Geòrgia i el patriarca Anton I de Geòrgia identifiquen amb una filla del rei Darios III de Pèrsia. La història completa de Parnavaz, encara que escrita per un cronista cristià, abunda en l'antiga imatgeria iraniana amb al·lusions místiques, un reflex dels llaços culturals i polítics confirmats per l'arqueologia entre l'Iran i el Kartli de l'època. El nom "Parnavaz" és també l'exemple il·lustratiu d'aquesta relació, ja que està basat en l'arrel par-, que deriva del persa farnah, el «resplendor diví» que els antics iranians creien que marcava a un dinasta legítima. L'etiqueta dinàstica Parnavaziani (nomenada així per "Parnavaz"), es conserva en les primeres històries armènies en la forma P'arnawazean i P'arazean, que proven que un rei anomenat Parnavaz és reconegut com el fundador d'una dinastia de Geòrgia. Parnavaz és esmentat també en l'estela de Serapit a Armazi.
Potser la narrativa de la seva vida és la part més artísticament arrodonida dels annals georgians, que segueixen la vida de Parnavaz des del naixement fins a la sepultura. Als 3 anys, la família del petit Parnavaz fou destruïda, i el seu patrimoni usurpat per Azon instal·lat per Alexandre el Gran durant la seva campanya a Kartli. La intromissió d'Alexandre al país d'Ibèria no només és esmentada a la tradició històrica de Geòrgia, sinó que Plini el Vell i Gai Juli Solí fan referència a la memòria d'alguna interferència macedònia a Ibèria, que ha d'haver tingut lloc en relació amb l'expedició esmentada per Estrabó enviada per Alexandre el 323 abans de Crist a la frontera d'Ibèria, a la recerca de mines d'or.
Parnavaz es va criar sense pare, però un somni màgic, en què s'ungeix a si mateix amb l'essència del Sol, anuncia la peripècia que vindrà. És persuadit per aquesta visió de "dedicar-se a accions nobles". A continuació es posa en marxa i se'n va de caça. En la recerca d'un cérvol, es troba amb un tresor emmagatzemat en una cova oculta. Parnavaz recull el tresor i l'explota per muntar un exèrcit lleial contra la tirania d'Azon. És ajudat per Kuji de Còlquida, que finalment es casa amb la germana de Parnavaz. Els rebels reben també l'ajut d'un miler de soldats del campament d'Azon als que, en un anacronisme, se'ls identifica per l'autor amb els romans, i que haurien estat elevats per Parnavaz a la condició d'aznauris (és a dir, nobles) després de la caiguda d'Azon (això no obstant, aquesta etimologia és falsa).
Els principals fils de la història de Parnavaz: un noi orfe amagat i criat en muntanyes remotes, un llinatge oblidat, els seus somnis, la reialesa sacra, la imatgeria solar, la caça, el descobriment d'un tresor en una cova oculta, etc. recorden llegendes sobre els reis fundadors de l'Iran, com Cir el Gran i Ardatxir I. L'acte d'unció de Parnavaz pot tenir una inspiració sassànida, ja que alguns sobirans Shahanshahs es van coronar a si mateixos.

## Regne d'Ibèria durant el regnat de Parnavaz I
En la batalla, Azon fou derrotat i assassinat, i Parnavaz es va convertir en el rei de Kartli a l'edat de 27 anys. Segons els informes, va reconèixer la sobirania dels selèucides, els successors hel·lenístics d'Alexandre a l'Orient Mitjà, esmentats a les cròniques georgianes amb el nom genèric d'Antíoc.
| « | "ფარნავაზ წარავლინნა მოციქულნი წინაშე მეფისა ანტიოქოს ასურასტანისა, და წარსცა ძღუენი დიდ-ძალი. და აღუთქუა მას მსახურება, და ითხოვა მისგან შეწევნა ბერძენთა ზედა. ხოლო ანტიოქოს შეიწყნარა ძღუენი მისი, და უწოდა შვილად თჳსად, და წარმოსცა გჳრგჳნი." Parnavaz va enviar els seus ambaixadors cap al rei Antíoc d'Assíria, i li va donar enormes regals. I va prometre que li serviria, i li va demanar ajuda contra els grecs. I Antíoc va rebre els seus regals, i el va nomenar fill, i li va donar la corona. | » |

També es diu que Parnavaz va modelar la seva administració seguint el model "de l'Iran".
| « | "ესრეთ განაწესა ესე ყოველი ფარნავაზ მიმსგავსებულად სამეფოსა სპარსთასა. I aquí Parnavaz va fer tot i tot per igual al regne dels perses. (és a dir, l'Imperi Aquemènida)." | » |

Parnavaz havia introduït una organització administrativa militar basada en una xarxa de governadors regionals o eristavi (eristhavi). La insígnia dels eristavi, que es rebia del rei, la constituïa un ceptre, un anell especial amb segell, el cinturó i l'armament. Ibèria tenia en total set eristavis, a: Còlquida, Kakhètia, Khunani (avui dia el nord de l'Azerbaidjan), Samshvilde (Kvemo Kartli), Tsunda (incloent Javakhètia, Kola i Artaani) Odzrkhe i Klarjètia. El regne tenia un spaspet (espaspéta) que estava sota el control directe del poder reial basat en el Kartli Interior. Els eristavats imitaven aspectes de les satrapies aquemènides i dels estrategs selèucides. El principal motiu de l'historiador de les cròniques fou de convèncer la posteritat que l'estructura política bàsica de Kartli fou creada pel primer monarca de Geòrgia arran de les guerres d'Alexandre el Gran i era el sistema administratiu aquemènida que hauria romàs estable durant el període hel·lenístic, l'imperi dels parts i els temps sassànides. D'aquesta manera, s'estableixen la viabilitat a llarg termini i l'estabilitat del regne de Geòrgia.
L'estructura jeràrquica creada per Parnavaz era la següent:
- El rei. La dinastia estava formada pel rei (gran rei) amb residència a Mtskhétha. L'herència del tron requeia amb el mascle més vell de la família encara que després va esdevenir hereditària de pare a fill. El rei era governant absolut i la família ocupava sovint el càrrec d'éristhavi d'algun districte.
- El comandant en cap (spaspet) o espaspéta, que havia de ser membre (sephetsulis) de la família reial (sephé gvari) de l'exèrcit reial.
- Els eristavis o comandants mitjans de l'atasistavis tsikhistavis, nom de les guarnicions estacionades en les fortaleses reials.
- Els comandants menors (asistavis) que eren els fills menors de les famílies aristocràtiques.
- Els guerrers mercenaris professionals dels països veïns i tots els soldats organitzats al voltant del regne sencer.

El cap de la cort, l'ezosmodzgavari, era també una personalitat important, la més important que no era de la família reial.
És evident que la divisió d'Ibèria per Parnavaz en saeristavos va servir sobretot a un objectiu militar, és a dir, l'organització de persones amb el propòsit de defensa. Aquesta organització no anava dirigida contra altres països. En aquell temps la població total del regne seria, incloent captius estrangers i la població de les àrees tributàries, al voltant de 600.000 persones, el que podria plantejar aixecar una força militar de no menys de 100.000. Segons Estrabó l'exèrcit d'Ibèria eren uns 70-80.000, d'això se'n dedueix que cada saeristavo tenia 10.000 soldats. El rei hauria construït una gran fortalesa anomenada Armazi.
Mentre que les fonts documentals georgianes i les grecoromanes fan molt plausible la relació contemporània de Kartli amb els selèucides,  la suposada reforma de Parnavaz dels feus dels eristavi és molt probable que fos una projecció del patró medieval de la subdivisió en la d'un passat remot.
Parnavaz es va embarcar després en projectes socials i culturals; va supervisar dos projectes de construcció: l'elevació de l'ídol Armazi en una lleixa de la muntanya i la construcció d'una fortalesa de nom similar.
Parnavaz va fer aliances amb diversos pobles del Caucas Nord durant el seu regnat, els va cridar en cerca d'ajuda contra Macedònia i altres enemics interns. Es va casar amb una dona durdzuk (txetxena), per tal de consolidar l'aliança d'Ibèria amb els durdzuks, cosa que el va ajudar a consolidar el seu regnat contra els seus vassalls rebels. De la mateixa manera va casar a la seva germana amb un cap sàrmata.
Segons els annals reials georgians també va crear l'escriptura georgiana i va fer de la llengua georgiana la llengua oficial del regne:
| « | "და ესე ფარნავაზ იყო პირველი მეფე ქართლსა შინა ქართლოსისა ნათესავთაგანი. ამან განავრცო ენა ქართული, და არ-ღა-რა იზრახებოდა სხუა ენა ქართლსა შინა თჳნიერ ქართულისა. და ამან შექმნა მწიგნობრობა ქართული. და მოკუდა ფარნავაზ, და დაფლეს წინაშე არმაზისა კერპისა." I aquí Parnavaz fou el primer rei de Kartli de la casa de Kartlos; va estendre la llengua georgiana, i no hi va haver cap altre llengua que el georgià en terra de Kartli. I va crear l'escriptura de Geòrgia. I va morir Parnavaz i va ser enterrat al davant d'Armazi. | » |

Les cròniques informen d'un llarg regnat de Parnavaz de 65 anys.
| « | "ამან ფარნავაზ მოზღუდა ქალაქი მცხეთა მტკიცედ, და ყოველნი ქალაქნი და ციხენი ქართლისანი, მოოჴრებულნი ალექსანდრესგან, ამან აღაშენნა. და ვერ-ღა-რა იძიეს შური ბერძენთა მის ზედა, რამეთუ უცალო იყვნეს ბერძენნი ბრძოლისაგან ჰრომთასა." Parnavaz va conquerir la ciutat de Mtskheta fermament, i totes les ciutats i castells de Kartli destruïdes per Alexandre, les va reconstruir. I els grecs no es van poder venjar en ell, ja que els grecs no tenien més guerrers, perquè estaven lluitant a Roma. | » |

A la seva mort, va ser enterrat davant de l'ídol Armazi i fou adorat. El seu fill Saurmag el va succeir en el tron.
La tomba de Parnavaz no s'ha trobat fins ara. Un dels últims monarques que van visitar la seva tomba per adornar-la i presentar els seus respectes fou el rei Mirian III d'Ibèria. L'enterrament de Parnavaz davant l'ídol Armazi suggereix una deïficació hel·lenística dels primers monarques d'Ibèria.

## Parnavaz i el Pharasmanes d'Arrià
Diversos erudits moderns han estat temptats de fer la identificació entre el Parnavaz de la tradició georgiana medieval i el Pharasmanes grecoromà de l'historiador Arrià, un autor del segle II que va escriure L'Anàbasi d'Alexandre. Arrià relata que "Pharasmanes (Фαρασμάνης), rei dels corasmis", va visitar Alexandre el Gran amb 1500 cavallers, i va prometre el seu suport al rei si volia fer una campanya a les terres de l'Euxí i sotmetre als còlquids, que Pharasmanes esmenta com els seus veïns. A més de la similitud dels noms de Pharasmanes i Pharnavaz (ambdós noms es basen aparentment en la mateixa arrel, la farnah- iraniana), és interessant notar que el rei de Coràsmia a l'Àsia central informa sobre Còlquida (Geòrgia occidental d'avui, és a dir, el veí occidental de l'antiga Kartli/Ibèria) com un país veí. Alguns erudits georgians han suggerit que els copistes grecs d'Arrià podrien haver confós Corasmia amb Colarzene (Corzene), una representació clàssica del nom de les marquès de Geòrgia del sud-oest (la medieval Taoklarjètia), que de fet limita amb la Còlquida i el Pont.
Segons Arrià:
| « | En aquest temps va arribar Pharasmanes, rei dels corasmis, a Alexandre amb 1500 genets, que afirmaven que habitaven en els confins de les nacions de la Còlquida i les dones anomenades amazones, i va prometre, si Alexandre es disposava a marxar contra aquestes nacions per tal de subjugar les races en aquest districte i estendre els seus territoris cap a la Mar Negra, per actuar com el seu guia a través de les muntanyes i proveir el seu exèrcit en el camí. Alexandre va donar llavors una resposta cortès als homes que havien vingut de les terres escites, i una resposta adaptada a les exigències d'aquest moment; però va dir que no tenia cap desig d'una aliança escita. Va agrair Pharasmanes i va concloure una amistat i aliança amb ell, dient que de moment no era convenient per a ell marxar cap a la Mar Negra. Després de presentar Pharasmanes al rei Artabazos II de Frígia, a qui havia confiat el govern dels bactris, i a tots els altres virreis que serien els seus veïns, el va enviar de tornada a la seva pròpia llar. Li va dir a Pharasmanes que la seva ment en aquell moment estava absorta pel desig de conquerir l'Índia; quan l'hagués sotmès ja posseiria el conjunt d'Àsia. Va afegir que quan Àsia fos seva tornaria a Grècia, i d'allí faria una expedició amb totes les seves forces navals i militars cap a l'est de la Mar Negra a través de l'Helespont i la Propòntida. I va desitjar a Pharasmanes reservar el compliment de les seves promeses fins aquell moment. | » |

Parnavaz va dominar un territori entre l'Araxes i el Caucas, i part de la Geòrgia occidental